# 學甲市場
學甲市場是位於台灣台南市學甲區的市場，屬於早市，位在學甲市中心，市場共有一百六十一個攤位，正式名稱為學甲公有零售市場。地址在台南市學甲區濟生路135號。

## 沿革
日治時代昭和年間設立了公有市場，為學甲地區的小賣場。西元1937年，在陳華宗擔任學甲第六任莊長時，為都市計劃中的一環，當時建造全木造的學甲公有市場。隨著人口的增加，1957年，臨濟生路十三間店鋪被擴建成騎樓店面，並將臨中正路的店鋪改建為鋼筋混凝土二層樓店鋪。在1998年，學甲市場遭受大火，造成攤位毀損。2004年，市場的老舊部分以及受災的區域被完全拆除，進行了全面的重建工作，新市場總共有七十五個攤位，並採用了鋼骨結構的建築設計。在2009年，舊學甲市場改建成「新學甲市場」，並在2013年開幕。台南市政府於2022年在學甲中正路與濟生路口，打造學甲市場辦公室暨服務中心。